# Hynek Kmoníček
Hynek Kmoníček (* 22. října 1962 Pardubice) je český diplomat, od roku 2022 velvyslanec ČR ve Vietnamu, v letech 2017 až 2022 velvyslanec ČR v USA, v letech 2013 až 2017 ředitel zahraničního odboru Kanceláře prezidenta republiky. Dříve zastával také funkci velvyslance v Austrálii. Do července 2010 byl náměstkem ministra zahraničních věcí pro právní a konzulární problematiku a aktuální politické otázky.

## Charakteristika a milníky kariéry
Po nástupu Karla Schwarzenberga na místo ministra zahraničních věcí byl, jako člen ČSSD, z pozice náměstka odvolán a vyslán jako velvyslanec do Austrálie. Ministr Schwarzenberg údajně vyjádřil přání poslat Kmoníčka mnohem dále než do Austrálie, nejlépe na Mars.
Do širšího povědomí české veřejnosti se zapsal především jako dlouholetý velvyslanec při OSN, kde se stal v historii prvním českým předsedou rozpočtového výboru, a také v souvislosti s úspěšným vyřešením případu zadržení českých entomologů v Indii v roce 2008, kde tehdy působil jako velvyslanec ČR. Pozornost svého času rovněž vzbudil jeho veřejný konflikt s tehdejším šéfem české diplomacie Cyrilem Svobodou (KDU-ČSL), když Kmoníček jako velvyslanec ČR při OSN údajně nepostupoval podle ministrových instrukcí. Spekulovalo se, že v pozadí sporu mohla sehrát roli Kmoníčkova nominace na post ministra zahraničí ze strany ČSSD (namísto C. Svobody).
Kmoníček je znám jako mediálně obratný [zdroj?] a na veřejnosti často vystupující diplomat, který se nevyhýbá složitějším a citlivým případům. V minulosti se mimo jiné zabýval krizí okolo TV Nova, českými pašeráky drog, řešením protestů ortodoxní židovské komunity při stavebních pracích u židovského hřbitova ve Vladislavově ulici v Praze, reformou zpravodajských služeb apod.
V zahraničních médiích bylo jméno nejčastěji skloňováno ve spojitosti s možnou pražskou schůzkou teroristy Muhammada Atty s iráckým diplomatem.

## Vzdělání
V roce 1986 vystudoval Pedagogickou fakultu v Českých Budějovicích a v letech 1987 až 1992 anglický a arabský jazyk na Univerzitě Karlově v Praze.
V letech 1994 až 1995 absolvoval během stipendijního pobytu postgraduální studium moderní historie Blízkého východu, hebrejštiny a arabštiny na Hebrejské univerzitě v Jeruzalémě. Specializoval se na islámský středověký mysticismus a saúdsko-americké vztahy.

## Profesní kariéra
Do roku 1991 působil jako koncertní hráč na klasickou kytaru a učil na lidové škole umění.
V letech 1992–1994 byl zaměstnán jako asistent na univerzitě v Pardubicích.
Od roku 1995 pracuje na Ministerstvu zahraničních věcí České republiky, zpočátku na odboru Blízkého východu a Afriky jako teritoriální rada pro země Perského zálivu a rada pro Izrael a Palestinu, v letech 1997 až 1999 jako ředitel odboru.
V roce 1999 pracoval jako vrchní ředitel sekce Asie, Afriky a Ameriky. V letech 1999–2001 zastával funkci náměstka ministra se specializací na mimoevropské země. V období 2001–2006 byl velvyslancem České republiky při OSN v New Yorku a mezi roky 2006–2009 pak velvyslancem České republiky v Indii, Bangladéši, Nepálu, na Maledivách a na Srí Lance.
Od roku 2009 do července 2010 byl náměstkem ministra zahraničních věcí pro otázky právní a konzulární a aktuální politické otázky. Z postu náměstka byl pro členství v ČSSD odvolán ministrem Karlem Schwarzenbergem 13. července 2010, v první den jeho nástupu do ministerské funkce. Ministr Schwarzenberg následně Kmoníčka nominoval na post velvyslance v Austrálii. Dle novináře Martina Schabua měl Schwarzenberg z Kmoníčka obavy a rozhodl se ho proto vyslat do vzdálené Austrálie.
Do funkce ředitele zahraničního odboru prezidentské kanceláře jej prezident republiky Miloš Zeman jmenoval 28. března 2013. Jedním z prvních Kmoníčkových úkolů v nové funkci bylo mediovat spory mezi Hradem a Ministerstvem zahraničních věcí ohledně jmenování velvyslanců.[zdroj?]
Na konci roku 2015 jej česká vláda schválila jako velvyslance ČR v USA. Během návštěvy USA v září 2016 jej pak prezident Zeman oproti zvyklostem představil jako nového velvyslance (běžně se jméno zveřejňuje až poté, co ho přijme hostitelská země). Dne 1. března 2017 byla Kancelář prezidenta republiky informována, že mu byl udělen agrément (tj. souhlas hostitelské země). Nadále měl působit jako zahraničněpolitický poradce prezidenta republiky, to se však nestalo. Dne 24. dubna 2017 předal pověřovací listiny americkému prezidentovi Donaldu Trumpovi, oficiálně tak začala jeho diplomatická mise.
Premiér Andrej Babiš a ředitel BIS Michal Koudelka navštívili v březnu 2019 centrálu CIA v Langley, kam byli pozváni ředitelkou CIA Ginou Haspelovou a kde Koudelka obdržel Tenetovu cenu za zahraniční spolupráci. Kmoníček pozvánku nedostal.

## Akademická činnost
Přednášková činnost na řadě univerzit a politických institutů v ČR a v zahraničí, například:
- Hebrejská univerzita v Jeruzalémě, Izrael
- Adelphi University, New York, USA
- Kolumbijská univerzita, New York, USA
- Milken Institute, Santa Monica, Kalifornie, USA
- Indian Institute of Management Indore, Indore, Madhjapradéš, Indie
- St. Thomas College, Pala, Mahatma Gandhi University, Kérala, Indie

## Ocenění
Za svou činnost obdržel četná zahraniční ocenění, včetně:
- Rotary International: Vocational Award 2009
- All India Youth Welfare Association: Indira Gandhi Memorial Award 2006
- World Brotherhood Organisation: Honours for distinguished services to humanity 2008 a 2009

## Soukromý život
Vlastní sbírku etnické hudby mimoevropských kultur a rozsáhlou kolekci pálivých omáček celého světa. V zahraničí publikoval také jako filmový kritik (London Magazine). Kouří vodní dýmky. Jednu z nich daroval prezidentovi Zemanovi jako krok na přesvědčovací cestě, že islamismus se nerovná terorismus. Byl několikrát ženatý a má minimálně čtyři děti. Jeho současnou manželkou je původem uzbecká Tatarka, americká muslimka Indira Gumarová.